# 昭襄王
昭襄王（しょうじょうおう）は、中国戦国時代の秦の第28代君主。第3代の王。昭王、秦昭王とも呼ばれる。
姓は嬴（えい）、諱は稷（しょく）。悼太子・孝文王（柱、安国君）の父。始皇帝（政）の曾祖父。

## 生涯

### 即位
武王4年（紀元前307年）、異母兄の武王が孟説という大力の持ち主と鼎の挙げ比べを行って、脛骨を折って死んだ。武王に子がいないまま急逝したために後継者争いが起こった。
公子稷は当時燕にいたが、趙の武霊王の計らいで、代国の宰相の趙固によって燕から趙に迎え入れ秦に送り届けられた。秦では群臣のほとんどが反対するなか、魏冄らの支援により、異母兄である武王の後を継いで王として即位した。
即位した公子稷は死後、昭襄王と呼ばれるので、この項でも以後は昭襄王で通す。

### 武王の遺臣
在位当初は武王の遺臣樗里疾や甘茂・向寿・公孫奭などが政務を取った。
昭襄王元年（紀元前306年）、楚が韓を討ち、韓の雍の地を包囲した。そのため、韓は公仲という者を遣わして重臣の甘茂に取り入って秦に援助を求めてきた。
甘茂は昭襄王に、「韓は秦が味方しないと知ると、国を挙げて楚と同盟するかもしれません。そうなれば（秦と交戦状態にあった）魏も必ず順応します。そうしますと3つの国が同盟することになってしまいます。秦としては、3つの国がこのまま同盟を結び、秦を討つようになることを待つよりは、こちらから（楚を）討ったほうが有利です」と言った。
続いて韓は張翠という者を秦に遣わした。張翠は「私は病気です」と言いながら、日ごとに一邑ずつ秦に向かって進み、ついに昭襄王と甘茂と会見した。
甘茂は「あなたが病をおして来ているところを見ると、韓はさぞかし急迫しているのでしょう」と言った。しかし張翠は「まだ急迫していません」と答えた。甘茂は「本当にそうでしょうか」と聞いた。張翠は「本当に急迫しましたら、韓はすぐに腰を折って楚に参入します。どうして私がここへ来るでしょうか」と答えた。
この答えに甘茂と昭襄王は「なるほど。その通りである」と言い、さっそく兵を出して韓を救った。

### 甘茂の出奔
即位元年、昭襄王は甘茂の申し出を受け武遂の地を韓に返還した。向寿と公孫奭はこれに反対したが昭襄王は聞き入れず、2人は甘茂を恨んで讒言するようになった。甘茂はこの状況を恐れ、魏を討つのをやめて斉に亡命してしまった。
甘茂は斉に出奔する際に、函谷関で蘇代に会い、秦に復帰できるように頼んだ。
蘇代は秦に行き、「甘茂は非凡の士です。長く秦に仕えていたので秦の険阻平坦をみな知っています。もし彼が斉を動かし、韓・魏と同盟して秦に謀るようになれば、秦のためにはなりません」と言った。昭襄王は即刻、甘茂に上卿の位を与え、宰相の印をもって斉から迎えようとしたが、甘茂は来なかった。
蘇代は斉の湣王に、「甘茂は賢人です。秦が上卿の位を与えて宰相に任じようというのに、甘茂は王の臣となることを喜んだため、秦の申し出を辞退しました。王は何をもって礼遇なさいますか」と言った。そこで湣王は甘茂に上卿の位を与えて、斉に留めおいた。
甘茂は最後まで秦には帰らず魏で没した。

### 楚凋落
昭襄王は年少で即位したため、母である宣太后が摂政し、宣太后の弟であった魏冄と華陽君（羋戎）の2人が実権を握るようになった。
昭襄王2年（紀元前305年）、先の後継者争いに敗れた庶長の公子壮は兄弟の公子雍ら反昭襄王勢力を結集し、昭襄王と魏冄に対して反乱を起こすが、鎮圧される事件が起こった（庶長壮の反乱、季君の乱とも言う）。
この乱はすぐに鎮圧され、昭襄王の兄弟で従わない者は全て滅ぼされ、先王の武王の母である恵文后も処刑され、武王の正室の武王后は故国の魏に追放された。この乱をきっかけに魏冄の権力はますます強まっていった。
昭襄王3年（紀元前304年）、冠礼（成人の礼）を行った。同年、秦の影響を恐れた楚の懐王は秦に盟約を求めてきた。昭襄王は黄棘の地で盟約し、その際に楚に上庸の地を与えた。
昭襄王4年（紀元前303年）、昭襄王は魏を討ち、魏の蒲阪・晋陽・封陵の地を取った。しかし翌昭襄王5年（紀元前302年）に魏の襄王が秦に来朝したため、蒲阪の地を還した。
昭襄王6年（紀元前301年）、蜀侯であった公子惲（恵文王の子）が背いた。公子惲が秦に進献したものに、公子惲の夫人が毒を入れたため、秦と険悪になったためだった。昭襄王は将軍司馬錯に命じて蜀を平定させた。一方、楚との仲が険悪になり、庶長の奐（姓は不明）に命じて楚を討った。翌年にも再び楚を討ち楚の新城の地を取り、昭襄王8年（紀元前299年）には華陽君羋戎（宣太后・魏冄の弟）に命じて楚を討ち、新市の地を取った。
昭襄王7年（紀元前300年）に公子惲の子の公孫綰を蜀に封じて蜀侯とし、蜀の地を安定させた。その後、昭襄王9年（紀元前298年）に公子惲の無実が証明された。昭襄王は大きく後悔し、使者を派遣して改めて埋葬した。
昭襄王10年（紀元前297年）、楚の懐王が秦に入朝したが、昭襄王は懐王を信じず、秦に拘留した。
昭襄王11年（紀元前296年）に懐王は趙に逃げたが、趙が受け入れなかったため再び捕らえられ最後は秦で死んだ。
このように超大国であった楚の力は凋落し、力の差は決定的となった。

### 宰相孟嘗君
昭襄王6年（紀元前301年）、昭襄王はその賢を聞いて、弟の公子巿（涇陽君）を斉に人質として出し、孟嘗君に会見を求めた。 孟嘗君はこれに応じて秦に行こうとしたが、蘇代が諌めたのでとりやめた。しかし昭襄王9年（紀元前298年）、斉の湣王は孟嘗君を秦に入国させた。
昭襄王は念願かなって孟嘗君と会い、その賢を絶賛して宰相として礼遇した。しかし、ある人が「孟嘗君が当代一流の人材であることは認めますが、斉の人でありますから、秦の宰相になっても斉の利を優先するに違いありません。さりとて帰せば斉の利の為に働き、ひいては秦の脅威となるでしょう」と進言し、昭襄王はこれを信じ、謀殺しようとした。
昭襄王10年（紀元前297年）、孟嘗君は食客の力を借りて斉に逃亡した（鶏鳴狗盗）。
昭襄王11年（紀元前296年）、斉の宰相となっていた孟嘗君は、斉・韓・魏を主力とし、趙（に併合されていた中山）・宋の軍と合わせて秦に攻め込んで来た。秦は函谷関で敗れた（塩氏の戦いまたは五国攻秦の戦とも）。
昭襄王は敗戦後の処理を、孟嘗君に代わり宰相となっていた楼緩に、「河東の地を割いて三国（斉・韓・魏）と講和したいと思うが、どうだろう」と尋ねた。楼緩は「このような国の大事を決めるのは重臣方の任務です。どうして公子池さまを召されないのですか」と答え、罪に陥れられることを避けた。
昭襄王は公子池を召して改めて尋ねた。公子池は「講和されてもされなくても後悔されましょう」と言った。昭襄王が「どうしてか」と問うと、公子池は、「河東の地を割いて三国の兵が引き揚げれば、きっと『惜しいことをした。三国が引き揚げようとしたところへ、河東をくれてやるとは』とおっしゃるでしょう。その反対に、講和されなければ咸陽は危うくなり、きっと『惜しいことをした。たった河東の地三県を惜しんだばかりに大敗した』とおっしゃるでしょう」と答えた。
昭襄王は公子池の進言を容れ、河北および封陵の地を与えて和睦した。

### 宰相魏冄
宰相として重用されていた楼緩は、先の趙王の武霊王の命で秦に来ていた。趙は楼緩が秦で宰相をしていることを自国の不利と考え、仇液という者を秦に遣わせて、魏冄を宰相とするように請うた。それに従って昭襄王12年（紀元前295年）に楼緩を免じて魏冄を宰相とした。
昭襄王13年（紀元前294年）、旧知の間柄である向寿に命じて韓を討ち、武始の地を取った。向寿は、幼いときから昭襄王と一緒に成長したので、重用されていた。また、任鄙を蜀の漢中の郡守とし後顧の憂いを絶った。

#### 白起登用
宰相の魏冄は白起を将軍として推挙した。昭襄王は従わざるを得ず、白起を左庶長に任じた。この白起の登用により、秦の勢力は大きく飛躍することになった。
昭襄王14年（紀元前293年）、白起を左吏に昇格させ、韓・魏を討たせた。伊闕の地で首を斬ること24万を数え、5城を抜くことに成功した（伊闕の戦い）。秦が魏を伊闕で破ると聞くと、東周は秦に攻められることを恐れて、使者を派遣して和議を講じるようになった。また、国尉（軍司令官）に昇格させ、引き続き魏を討たせた。黄河を渡って魏の安邑以東、乾河にいたる地を取った。翌年に白起を大良造に昇格させ、再度魏を討たせた。垣の地を取り、大小61もの城を落とし、魏の国力を大きく傾かせることに成功した。

#### 西帝自称
昭襄王15年（紀元前292年）、魏冄が病のために請うて宰相を辞めた。そこで客卿の燭寿を宰相とした。しかし翌紀元前291年に燭寿を罷免し魏冄を再び宰相とした。この際に魏冄は穣の地に封じられ、穣侯と号するようになる。
この年、左更であった司馬錯に命じ、魏を討たせ、魏の軹と鄧の地を取った。そこで弟の公子巿（涇陽君）を宛に、同じく弟の公子悝（高陵君）を鄧に、魏冄を陶に増封した。以降魏冄は陶侯とも号するようになる。
昭襄王17年（紀元前290年）も引き続き魏を討った。魏は河東の地、方四百里を献じて講和を求めたが受け入れず、魏冄は魏の河内を攻略し、60余りの城を陥れることに成功した。
昭襄王18年（紀元前289年）も引き続き魏を討った。司馬錯・白起に命じて、垣・河雍・決橋を攻めてこれらを取った。
増強する国力を背景に紀元前288年に昭襄王は西帝を称した。魏冄を斉に遣わして斉の湣王に東帝の帝号を贈ったが、斉がすぐに帝号を捨てたので、昭襄王もとりやめた。

#### 魏冄の罷免・登用
昭襄王20年（紀元前287年）、宰相を罷免されていた魏冄を再度宰相に任じた。
昭襄王21年（紀元前286年）、司馬錯に命じて、魏の河内を攻めた。魏は安邑を秦に献じたが、その際に、河東の地に移りたい安邑の民を募集した。移った者には褒美として爵位を賜い、また罪人をも赦した。
昭襄王22年（紀元前285年）、蒙武を登用し、斉を討たせた。また、蜀侯であった綰が謀反した疑惑が持ち上がりこれを誅殺した。以降は蜀には侯は置かず、蜀郡郡守を置くのみとした。
同年、昭襄王は都尉の斯離に命じ、三晋（韓・魏・趙）および燕と共に斉を討ち、済水の西で斉を破った（済西の戦い）。この際に、魏王と宜陽で、韓王と新城で会見した。
昭襄王24年（紀元前283年）、魏を攻めて魏の安城を取り、大梁に赴いたが、燕と趙が魏を援けたので、秦軍は兵を引き上げた。また、同年再度魏冄の宰相職を免じた。
昭襄王25年（紀元前282年）、昭襄王は趙の2城を陥れた。この際に、魏王と新明邑で、韓王と新城で会見した。
昭襄王26年（紀元前281年）、宰相を罷免されていた魏冄を再度、宰相に任じた。この年恩赦を行い、罪人を赦したが、移した先は穣だった。穣は魏冄の封じられている地であり、魏冄の力はますます強まった。
昭襄王27年（紀元前280年）、司馬錯に命じ、隴西から兵を出して蜀に出て、楚を討った（黔中の戦い）。また、罪人を赦して南陽に移した。同年、白起に命じ、趙を討ち、代と光狼城を取った。
昭襄王の在位中に魏冄は何度も宰相を罷免されているが、宰相に返り咲いており、権勢を誇った。
同年、昭襄王は趙の恵文王の「和氏の璧」を手に入れようとして藺相如に防がれた（完璧）。その後昭襄王は趙を討ち、恵文王と会見した。完璧の件を根に持っていた昭襄王は、会見の席で恵文王を辱めようとしたが、またもや藺相如によって防がれた。藺相如の存命中に秦は趙に対して大きな行動を取ることができなかった。

#### 白起八面六臂
昭襄王28年（紀元前279年）、昭襄王は白起に命じて楚を討った（鄢・郢の戦い）。白起の率いる秦軍は楚の内地に進撃し、劣勢な兵力にもかかわらず、水攻めを利用して鄢と鄧の地を取り、罪人を赦してこの地方に移った。
昭襄王29年（紀元前278年）、白起は楚の首都郢を占領し、楚の先王の陵墓がある夷陵を焼き払った後、竟陵まで至った。鄢・郢の地には南郡が設置され、秦の版図とした。楚の頃襄王は秦軍の攻勢を避けて陳へ逃亡した。この功で、白起は武安君に封じられた。また、昭襄王30年（紀元前277年）には蜀郡郡守の張若に命じて楚を討ち、巫郡および江南を取り、秦の版図として黔中郡とした。
南方の大国であった楚は大きく版図を秦に奪われることとなった。
昭襄王31年（紀元前276年）、白起を楚に続いて魏の討伐に命じる。魏の2城を取るなど魏討伐でも活躍した。
昭襄王32年（紀元前275年）、魏冄にも魏の討伐を命じ、魏の首都大梁まで迫り、魏将暴鳶の軍を破って遁走させた。余勢を駆って、翌昭襄王33年（紀元前274年）には客卿の公孫胡昜にも魏の討伐を命じ、魏の巻・蔡陽・長社の地を取った。
昭襄王34年（紀元前273年）、魏将芒卯の軍を破り、首級13万を挙げた（華陽の戦い）。戦国七雄の一国に数えられた魏は大きく衰退した。
この年、秦に従わない趙を白起に命じて討った。白起は趙将賈偃と戦い、その士卒2万人を河中に沈めることに成功した。続いて昭襄王は討伐した魏を臣事させ、白起に命じて本格的な楚討伐に乗り出そうとした。
秦に使いに来ていた楚の春申君はこれを聞き昭襄王に上書した。春申君は、「今、天下には秦と楚より強い国はありません。王は楚を討とうとされますが、これはちょうど二匹の虎が互いに戦うようなもので、ともに傷ついてしまい、良策とはいえません。また大王は天下の地を領有し、威力はここに極まったと言うべきです。この威力を保守し、仁義の道を厚くすれば、いにしえの三王（三皇）や五覇（春秋五覇）と肩を並べられましょう。ここは、逆に楚と和親されるのがよろしいかと存じます」と言った。
昭襄王はそれに従い、出兵を取りやめて楚と和親した。その後楚は、人質として太子完（後の考烈王）と春申君を差し出し、秦と楚の大国二国はしばらく争うことがなかった。
昭襄王36年（紀元前271年）、昭襄王は客卿の竈に命じて斉を討った。斉の剛・寿の地を取り、これを魏冄に与えた。魏冄の封地は拡大を続け、王族を凌ぐほどとなった。ここに魏冄の栄華は極まった。

### 范雎登用
魏冄は自分の権力が失墜するのを恐れ、遊説者が入国することを嫌っていた。昭襄王の謁者であった王稽は魏で范雎と会い、その賢を見抜き、秦に連れて来ていた。王稽は昭襄王に范雎を何度か推挙したが、登用されなかった。
昭襄王36年（紀元前271年）、斉を攻めたが、これは魏冄が自身の封邑であった陶の領地を広めるためであった。この際に范雎は上書し、「明君の政治では、功労ある者は必ず褒賞され、能力のある者は必ず登用されるといいます。私が用いられないのは、私が愚鈍なため、王の心にふれて訴えるものがないためでしょうか。まさか私を推す者が賤しいために用いないということではありますまい」と言った。
これを聞いた昭襄王は大いに喜び、登用しなかったことを王稽に詫び、范雎を召した。范雎を召した際の王の出御で、宦官が「王のお出まし」と言った。范雎は、「秦には国王などいるはずがない。秦にその人ありと聞くのは、ただ太后と穣侯だけだ」と言った。昭襄王はこれを聞き、范雎を迎え入れまず詫び、「私は早くから先生の教えを乞おうと思っていた。謹んで主客対等の礼をもってお話を賜りたい」と言った。しかし范雎はこれを辞退し、群臣が去った後に親しく会話した。そこで昭襄王は范雎を拝して客卿とし、兵事を相談した。これ以降昭襄王は范雎を日一日と親しみ、以降、その進言が採用されるようになった。
昭襄王38年（紀元前269年）、秦に従わない趙を公孫胡昜に命じて討った（閼与の戦い）。
昭襄王40年（紀元前267年）、長子の悼太子が人質に出していた魏で薨去。

#### 宰相范雎
昭襄王42年（紀元前265年）、范雎は言上して「かつて夏・殷・西周の三代が滅んだ理由は、君主が政治を臣下に任せきりであったためでした。今、秦では諸大史や王の左右近侍に至るまで、すべて穣侯の徒党でない者はなく、王ひとりが孤立しています。私はひそかに王のためにこれを恐れています」と言った。 
これを聞いた昭襄王は大いに恐れ、宣太后を廃し、魏冄の宰相職を免じた。また、魏冄・涇陽君・高陵君・華陽君らを秦の国内であった函谷関の外に追放した。范雎は宰相となり、食邑の応に封じられ、応侯と号した。
2年前に亡くなった悼太子の代わりに安国君こと公子柱（後の孝文王）を太子に指名した。
昭襄王43年（紀元前264年）、秦に従わない韓を白起に命じて討った（陘城の戦い）。同年、楚の頃襄王が病で倒れたため人質として秦にいた楚の太子完は帰国を願い出た。昭襄王は、「まず太子の傅（教育係）である春申君を遣わし、病気を見舞わせた上で取り計らおう」と答えた。
春申君は一計を案じ、太子完に「楚王は病のため、おそらくは再起できないと思われます。太子が帰国されなければ陽文君の子が後を継ぎ、太子は宗廟に仕えることができなくなるでしょう。使者と一緒に秦を抜け出されるのが上策と思います。私は踏みとどまって、死を賭して事に当ります」と言った。太子完は衣服を変え、使者の御者になりすましてひそかに出国し、春申君は太子が逃げるまで病と称して外出しなかった。
春申君はしばらくしてから昭襄王に申し出て、「楚の太子は帰国しました。逃がした私の罪は死に当ります。どうか死罪を賜りますように」と言った。昭襄王は大いに怒り、自害を許そうとしたが、范雎が「春申君は人臣として一身を投げ出して主君に殉じました。もし太子が位に即けば、かならず春申君を重用します。ここは罰しないで帰国させ、楚と親しむのがよろしいかと思います」と言ったので、春申君の帰国を許した。

#### 長平の戦い
昭襄王44年（紀元前263年）、昭襄王は白起に命じて韓を討たせた。野王を降服させ、昭襄王46年（紀元前261年）には韓の緱氏・藺を落とすなど華々しい戦果を挙げた。
昭襄王47年（紀元前260年）、昭襄王は左庶長王齕に命じて韓を討ち、韓の上党の地を取った。しかし、上党の民は秦ではなく趙に降ったため、趙は兵を出し長平に駐屯した。4月、王齕は趙軍を攻めたが、趙の将軍が名将廉頗だったため討つことはできなかった。趙軍は塁壁を築いて守った。秦軍はそれを攻めたが廉頗はますます塁壁を高くして守り、何度挑発しても応じなかった。
范雎は一計を案じ、趙の孝成王に逆宣伝させ廉頗を更迭させた。趙は廉頗を更迭し、趙括を将軍とした。秦はこれを聞いて、ひそかに白起を上将軍とし、王齕を副将として、軍中に「武安君が軍を指揮するのをもらす者があれば斬罪にする」と命令した。
趙括は着任すると、すぐに兵を進め秦軍を討った。白起は敗走すると見せかけ伏兵を潜ませた。趙軍は勝ちに乗じて追撃したが、秦の伏兵により趙軍と趙の塁壁の間を遮断して、糧道を絶たれた。
昭襄王は戦果を聞くと、みずから河内の地に出かけて、民にそれぞれ爵一級に任じやり、年15以上の者を徴発して、大挙して長平に行かせ、趙の援軍と糧道をさらに遮断させた。
9月、趙軍の絶食は46日間に及び、互いに互いを殺しあって人肉を食う惨状だった。趙括は精兵とともに白兵戦を演じ打開を図ったが、秦はこれを射て趙括を殺した。趙軍40万は白起に降服したが、白起は「今回の戦いのきっかけになった上党の邑民は趙に帰服した。趙の士卒も、いつ心変わりするかわからない。皆殺しにしなければ、叛乱を起すだろう」と考えた。既に秦軍の兵糧も乏しく、大量の捕虜を養うだけの量がなかったことも白起に叛乱への不安を抱かせた。白起は趙軍を偽って連れ出し、40万の士卒を穴埋めにして殺した。
後に長平の戦いと呼ばれるこの戦役で、趙の国力は大きく傾いた。

#### 范雎重用
昭襄王は范雎をますます重用した。かつて魏の宰相の魏斉によって瀕死の目に遭わされた范雎の仇を報いてやろうと思い、趙の平原君を秦に招きいれて、以前に范雎から脅迫され趙に亡命していた魏斉を渡すよう脅迫した。しかし魏斉はすでに平原君のもとにいなかったので、 趙の孝成王に書簡を送って魏斉の首を求めた。考烈王は平原君の家を囲んだが、魏斉は夜陰にまぎれて脱出し、趙の宰相である虞卿に救いを求めた。
虞卿は宰相の印綬を解いて魏斉と共にひそかに逃げ、魏の信陵君を頼った。信陵君は秦を恐れたため、受け入れるかどうか悩んだが、食客の侯嬴の進言でこれを受け入れようとした。しかし、魏斉は信陵君が受け入れてくれないと思い、憤ってみずから首をはねて死んだ。孝成王はその首を探し出し持たせたので、昭襄王は平原君を趙に帰した。

#### 白起自刎
昭襄王48年（紀元前259年）10月、昭襄王は白起に命じ再び上党を平定させた。白起は軍を二手にわけ、王齕に皮牢を落とさせ、司馬梗に太原を平定させた。しかし白起の功績が大きくなるのを恐れた范雎が、「秦の兵は戦いに疲れております。韓・趙が地を割いて、和を講じるのを許し、わが士卒を休息させてやりたいと存じます」と進言した。昭襄王はこれを聴き入れ、韓の垣雍と趙の六城を取って講和した。講和の命令を白起は聞き、范雎との間に溝が生じるようになった。
昭襄王49年（紀元前258年）、昭襄王は五大夫王陵に命じて趙を討ち、邯鄲を攻めさせたが落ちなかった（邯鄲の戦い）。この時、趙の人質だった子楚と政親子が趙に殺されそうになるが、呂不韋により救われている。昭襄王は王陵に代わって白起を将軍にしようとしたが、白起は断った。昭襄王みずから命令したが、白起は引き受けず、さらに范雎が懇請しても、最後まで辞退し、ついに病気と称してしまった。
昭襄王50年（紀元前257年）、昭襄王は援軍を送ったが勝てず、王陵を更迭し王齕に代わらせた。それでも邯鄲は落ちず、多大の損害を受けた。白起は、「秦は私の言うことを聴かなかった。今にしてどう思うか」と言った。これを聞いた昭襄王は大いに怒り、白起を罷免して士卒に落とし、陰密の地へ移した。翌紀元前256年11月、昭襄王は范雎や群臣と論議し「白起が陰密へ移る時、不平不満があって承服せず恨みがましいところがあった」として白起の爵位を剥奪し、白起に剣を与えて自害を命じた。白起は自刎し果てた。同時に司馬錯の孫で長平の戦いで白起の副将を務めた司馬靳にも自害を命じている。
秦の統一への道は、常勝将軍白起を失い大きく頓挫することとなった。

#### 周滅亡
昭襄王51年（紀元前256年）、昭襄王は張唐に命じて国として続いていた鄭を討ち、国都を落とした。同年12月、趙の邯鄲を攻略中の王齕に増兵を行ったが、邯鄲を落とすことができずに退き、汾城郊外の軍に逃げ込んでしまった。そこで鄭にいた張唐に趙の攻略を命じ、趙の寧新中の地を抜くことに成功した。同じころ摎に命じて韓を討ち、韓の陽城・負黍の地を取った。
この年に、周の赧王と王室の分家の西周の文公（当時の周は、分家である周公家が東西に分裂していた）が秦と敵対し、諸侯と結んで秦を討った。昭襄王は摎に命じて西周を討った。西周の文公は降伏して秦に投じ頓首して罪を謝し、領地の邑と人民を秦に献じ、そのすぐ後に赧王は崩じた。邑と人民を失った周は実質的に滅んだ。翌昭襄王52年（紀元前255年）、西周の民は残っていた東周君の領地に逃げ、周に伝わった九鼎は秦に接収された。ここに800年続いた周は滅亡した。残った東周君も、荘襄王元年（紀元前249年）に呂不韋によって攻め滅ぼされた。
昭襄王53年（紀元前254年）、天下の諸侯が秦に入朝したが、魏が入朝しなかったため、楊摎に魏を討たせ呉城の地を取った。秦は絶頂期を迎えた。
昭襄王54年（紀元前253年）、昭襄王は秦の最初の都である雍城で上帝に祭祀を挙げた。これは秦が諸侯から朝覲を受け、天下を屈服させたことを誇示したものだった。

### 最期
政敵がいなくなった范雎は自家の財宝を散じ、かつて困窮していた際のすべての恩讐に報いた。一飯を恵まれた恩にも必ず償い、目を怒らせて睨まれた恨みにも必ず報いた。范雎の登用に貢献した王稽を推挙して河東の郡守とし、鄭安平を推薦して将軍とした。昭襄王は鄭安平に命じて趙を討たせた。しかし鄭安平は趙に包囲され兵と共に投降してしまった。范雎は藁をしいてその上に座り処分を請うた。昭襄王は范雎をかばい、「みだりに鄭安平のことを言うものがあれば、罪にする」とふれた。范雎には日増しに厚く食物を下賜し、機嫌を損じないように努めた。
昭襄王53年（紀元前254年）、王稽が諸侯と内通して法に問われ誅殺された。このため范雎は日に日に憂鬱となった。范雎は進み出て昭襄王に、「いま大王は朝廷に臨んで憂いに沈んでおられますが、私は臣下としての罪を請いたいと存じます」と言った。昭襄王は范雎を激励しようとして、「いま武安君は死に、鄭安平らは背いて国内に良将がいない。それを案じているだけだ」と言ったが、范雎は恐れかしこまるだけだった。
あるとき、燕の説客の蔡沢が人をやって范雎に、「燕の客人の蔡沢は天下きっての俊秀である。秦王に謁見したら、応侯范雎を苦しめ宰相の地位をすぐに奪うだろう」と言わせた。范雎はそれを聞き、蔡沢を召した。蔡沢は、「かの商君（商鞅）や呉子（呉起）・大夫種（文種）・武安君（白起）らは国家に忠誠で、功は計り知れないのに最後には殺されました。これは范蠡を見習わなかったためです。あなたの功は極まったのに、高位に坐しておられます。どうして宰相の印を帰し、賢者に譲って引退されないのですか」と言った。范雎は「わかった」と言い、蔡沢を上客として待遇した。
范雎は数日後、昭襄王に蔡沢を推挙し、蔡沢は客卿となった。また范雎は病と称し宰相の印を返上したいと請うたが、昭襄王は許さなかった。しかし范雎は重病と称したため、昭襄王はやむなく范雎を宰相から免じた。
昭襄王56年（紀元前251年）閏9月、昭襄王は75歳で薨去した。

## 登場作品
テレビドラマ
- 『東周列国 戦国篇』（1997年、演：黄堅（中国語版））
- 『大秦帝国 縦横 〜強国への道〜』（2012年、演：劉釗宏）
- 『ミーユエ 王朝を照らす月』（2016年、演：朱一龍）
- 『昭王〜大秦帝国の夜明け〜』（2017年、主演：張博（中国語版））
- 『コウラン伝 始皇帝の母』（2019年、演：賀強（ホー・チアン））

漫画
- 王欣太『達人伝-9万里を風に乗り-』（2013年～2023年）
- 石ノ森章太郎『三国志 諸葛亮 始皇帝』